# قائمة الأفلام المصرية سنة 2020
تأثرت السينما المصرية والعالمية في هذا العام بسبب جائحة فيروس كورونا، حيث تم تأجيل وإلغاء عرض العديد من الأفلام نتيجة للإجراءات الاحترازية المتبعة لتفادي الجائحة.

## قائمة الأفلام
هذه قائمة الأفلام المصرية لعام 2020 مرتبة حسب تاريخ الإصدار:
| اسم الفيلم     | تأليف وإخراج                                                    | بطولة                                                                        | إنتاج                                                           | تاريخ الإصدار | ملصق الفيلم | المصادر |
| -------------- | --------------------------------------------------------------- | ---------------------------------------------------------------------------- | --------------------------------------------------------------- | ------------- | ----------- | ------- |
| دفع رباعي بقوة | إخراج: إيهاب عبد اللطيف تأليف: جمال ربيع                        | أحمد بدير محسن منصور أحمد عزمي سناء يوسف                                     | برايت ستار اتحاد الإخوة جروب                                    | 1 يناير       |             | [ 1 ]   |
| بنات ثانوي     | إخراج: محمود كامل تأليف: أيمن سلامة                             | جميلة عوض مي الغيطي هنادي مهنا هدى المفتي مايان السيد                        | أحمد السبكي                                                     | 6 يناير       |             | [ 2 ]   |
| يوم وليلة      | إخراج: أيمن مكرم تأليف: يحيى فكري                               | خالد النبوي أحمد الفيشاوي درة حنان مطاوع                                     | ريمون رمسيس                                                     | 6 يناير       |             | [ 3 ]   |
| دماغ شيطان     | إخراج: كريم إسماعيل تأليف: عمرو الدالي                          | باسم سمرة رانيا يوسف                                                         | فيلم أوف أيجيبت                                                 | 22 يناير      |             | [ 4 ]   |
| لص بغداد       | إخراج: أحمد خالد موسى تأليف: تامر إبراهيم                       | محمد إمام ياسمين رئيس محمد عبد الرحمن أمينة خليل فتحي عبد الوهاب أحمد العوضي | سينرجي للإنتاج الفني                                            | 22 يناير      |             | [ 5 ]   |
| رأس السنة      | إخراج: محمد صقر تأليف: محمد حفظي                                | إياد نصار علي قاسم أحمد مالك إنجي المقدم بسمة شيرين رضا هدى المفتي           | محمد حفظي شاهيناز العقاد                                        | 5 فبراير      |             | [ 6 ]   |
| صندوق الدنيا   | إخراج: عماد البهات تأليف: عماد البهات                           | خالد الصاوي رانيا يوسف باسم سمرة صلاح عبد الله                               | روتانا ستوديوز كيميت للإنتاج السينمائي                          | 19 فبراير     |             | [ 7 ]   |
| الغسالة        | إخراج: عصام عبد الحميد تأليف: عادل صليب                         | أحمد حاتم هنا الزاهد محمود حميدة                                             | روتانا ستوديوز سينرجي للإنتاج الفني                             | 30 يوليو      |             | [ 8 ]   |
| صاحب المقام    | إخراج: محمد جمال العدل تأليف: إبراهيم عيسى                      | آسر ياسين يسرا أمينة خليل بيومي فؤاد                                         | أحمد السبكي                                                     | 30 يوليو      |             | [ 9 ]   |
| الحارث         | إخراج: محمد نادر تأليف: محمد عبد الخالق                         | أحمد الفيشاوي ياسمين رئيس                                                    | هشام الحلبي                                                     | 13 أغسطس      |             | [ 10 ]  |
| توأم روحي      | إخراج: عثمان أبو لبن تأليف: أماني التونسي                       | حسن الرداد أمينة خليل عائشة بن أحمد                                          | أحمد السبكي                                                     | 19 أغسطس      |             | [ 11 ]  |
| الحوت الأزرق   | إخراج: علاء مرسي تأليف: أسامة حسام الدين                        | راندا البحيري نيرمين محسن حسني شتا                                           | ----                                                            | 26 أغسطس      |             | [ 12 ]  |
| زنزانة 7       | إخراج: إبرام نشأت تأليف: حسام موسى                              | أحمد زاهر نضال الشافعي مايا نصري منة فضالي إيهاب فهمي                        | أيمن يوسف                                                       | 16 سبتمبر     |             | [ 13 ]  |
| الخطة العايمة  | إخراج: معتز التوني تأليف: أحمد عبد الوهاب - كريم سامي           | علي ربيع محمد عبد الرحمن غادة عادل عمرو عبد الجليل                           | شهد محمد رمزي                                                   | 6 أكتوبر      |             | [ 14 ]  |
| خط دم          | إخراج: رامي ياسين تأليف: رامي ياسين                             | نيللي كريم ظافر العابدين                                                     | رامي ياسين محمد حفظي                                            | 30 أكتوبر     |             | [ 15 ]  |
| عفريت ترانزيت  | إخراج: ياسر هويدي تأليف: تامر عبد الحميد - عمر سامي - أحمد عامر | بيومي فؤاد أسماء أبو اليزيد محمد ثروت                                        | روتانا ستوديوز سينرجي للإنتاج الفني                             | 11 نوفمبر     |             | [ 16 ]  |
| فيرس           | إخراج: أسامة عمر تأليف: أسامة عمر                               | وفاء صادق مها أبو عوف                                                        |                                                                 | 25 نوفمبر     |             | [ 17 ]  |
| الصندوق الأسود | إخراج: محمود كامل تأليف: هيثم مصطفى الدهان - أحمد الدهان        | منى زكي محمد فراج مصطفى خاطر                                                 | نيوسينشري للإنتاج الفني سينرجي للإنتاج الفني أفلام مصر العالمية | 28 نوفمبر     |             | [ 18 ]  |
| حظر تجول       | إخراج: أمير رمسيس تأليف: أمير رمسيس                             | إلهام شاهين أمينة خليل                                                       | إس للانتاج الفني والإعلامي                                      | 25 نوفمبر     |             | [ 19 ]  |
| عنها           | إخراج: إسلام العزازي تأليف: إسلام العزازي                       | أحمد مالك فدوى عابد                                                          | دينا فاروق                                                      | 8 ديسمبر      |             | [ 20 ]  |
| ريما           | إخراج: معتز حسام تأليف: أحمد أنور                               | مايا نصري محمد ثروت ريم عبد القادر إيهاب فهمي فراس سعيد                      | عمرو طنطاوي                                                     | 23 ديسمبر     |             | [ 21 ]  |
| صابر وراضي     | إخراج: أكرم فريد تأليف: محمد نبوي - علاء حسن                    | أحمد آدم محسن محيي الدين رزان مغربي                                          | أحمد السبكي                                                     | 30 ديسمبر     |             | [ 22 ]  |